# Arrest Vliegbasis Volkel
Het arrest Vliegbasis Volkel (HR 25 januari 1994, NJ 1994/598) is een arrest van de Nederlandse Hoge Raad dat betrekking heeft op (het ontbreken van) strafrechtelijke aansprakelijkheid van de staat.

## Casus
Op 2 februari 1992 stroomt op vliegbasis Volkel een hoeveelheid kerosine uit een brandstofopslagtank: er was te veel brandstof ingepompt. Het lekken van kerosine is een overtreding van de Wet Bodembescherming.

## Rechtsvraag
De vraag is of de officier van justitie ontvankelijk is in zijn vervolging van de Nederlandse staat (Nee)

## Procesgang
De rechtbank acht de officier van justitie ontvankelijk. Zij acht het feit bewezen, verklaart de Staat schuldig zonder overigens straf toe te passen. Hiertegen gaat de landsadvocaat in sprongcassatie.

## Hoge Raad
De Hoge Raad oordeelt:

6.1. Als uitgangspunt heeft te gelden dat de handelingen van de Staat geacht moeten worden te strekken tot de behartiging van het algemeen belang. Daartoe kan de Staat door wet- en regelgeving, bestuur, feitelijke gedragingen of anderszins zich alle aangelegenheden aantrekken.
6.2. Voor de handelingen van de Staat zijn ministers en staatssecretarissen in het algemeen verantwoording schuldig aan de Staten-Generaal. Daarnaast kunnen zij ter zake van ambtsmisdrijven strafrechtelijk worden vervolgd op de voet van de artikelen 483 en volgende Sv.
6.3. Met dit stelsel strookt niet dat de Staat zelf voor zijn handelingen strafrechtelijk aansprakelijk kan worden gesteld.
6.4. Het vorenoverwogene brengt mee dat de Rechtbank de Officier van Justitie niet-ontvankelijk had behoren te verklaren in zijn vervolging.

De Hoge Raad vernietigt om deze reden de bestreden uitspraak.

## Belang
In het Volkel-arrest is bepaald dat de centrale overheid niet vervolgd kan worden (strafrechtelijke immuniteit).